# Pierremus
A Pierremus az emlősök (Mammalia) osztályának rágcsálók (Rodentia) rendjébe, ezen belül a Diatomyidae családjába tartozó fosszilis nem.

## Rendszerezés
A nembe az alábbi 2 faj tartozik:
- †Pierremus explorator
- †Pierremus ladakhensis Nanda & Sahni, 1998 - típusfaj